# Drugi rząd Istvána Tiszy

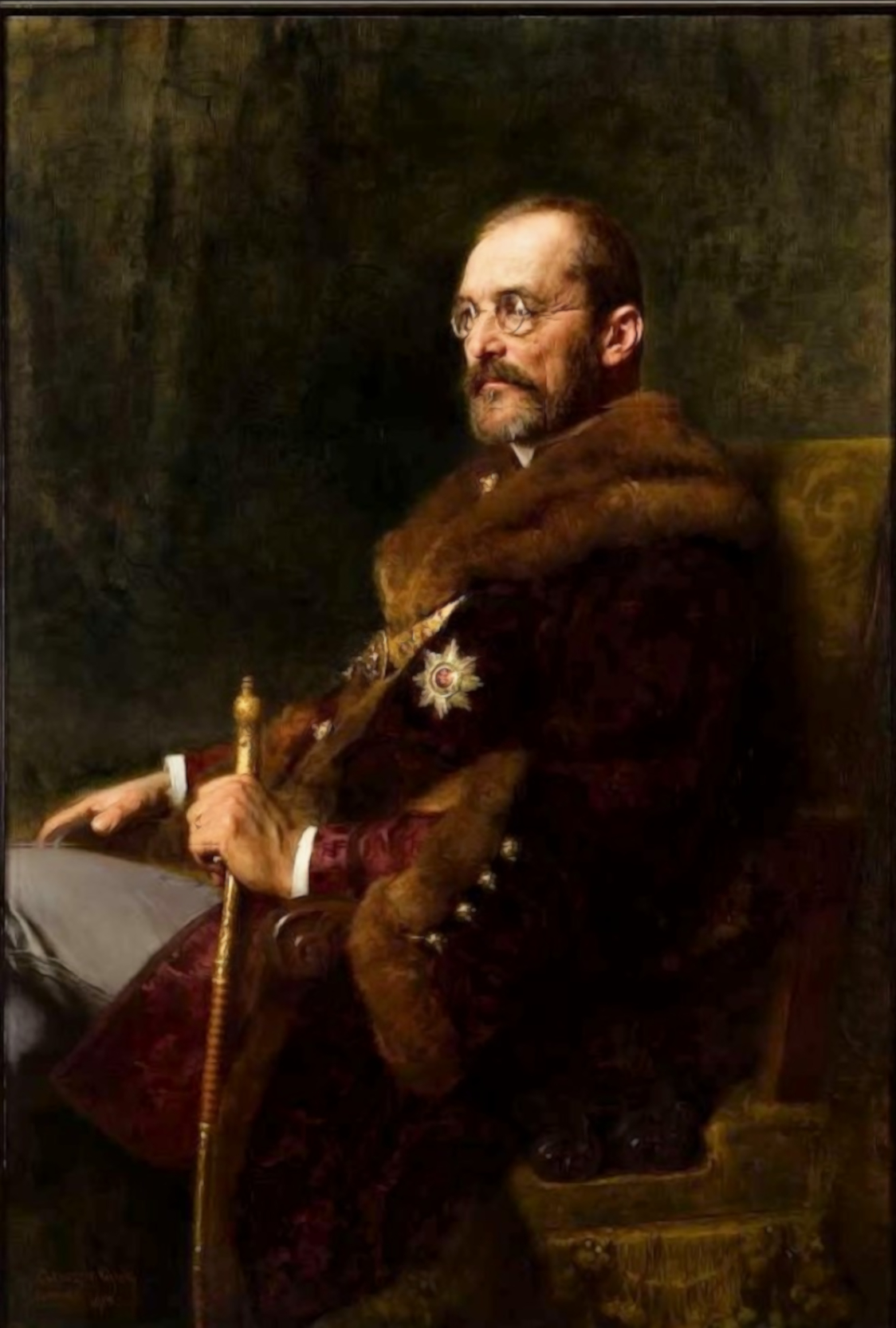
István Tisza

Drugi rząd Istvána Tiszy – rząd Królestwa Węgier, działający od 1913 do 1917, pod przewodnictwem premiera Istvána Tiszy.